# آئنئاس تاکتیکوس
آئنئاس تاکتیکوس قدیم‌ترین نویسندهٴ یونانی دربارهٴ علم نظام است که در حدود ۳۶۰ ق م برآمد. وی از اهالی آرکاد بود یا به هر صورت از اهالی پلوپونز بود که در جزایر اژه و آسیای صغیر خدمت کرده بود.
در قطعاتی که به دست ما رسیده، او شرح می‌دهد که چگونه می‌توان با جنگ تدافعی روبه‌رو شد و چگونه در محاصره پای‌داری کرد(شهربندان). احتمال زیاد دارد که این کتاب در ۳۵۷ ق م تألیف شده باشد. این کتاب به وسیلهٴ کینیاس، مشاور پورهوس تلخیص شده بود.
او یک نوع تلگراف آبی اختراع کرده بود که پولی‌بیوس آن را توصیف کرده است. وی همچنین روشی را برای رمزنویسی شرح می‌دهد.